# Solre-sur-Sambre
Solre-sur-Sambre [sɔːʁsyʁsɑ̃bʁ] (en wallon Sour-so-Sambe) est une section de la commune belge d’Erquelinnes située en Wallonie dans la province de Hainaut. C'était une commune à part entière avant la fusion des communes de 1977. Ses habitants s'appellent les Solréziens.

## Étymologie
Le nom de Solre-sur-Sambre trouve son origine dans le mot celtique sol-ara signifiant « eau boueuse ».

## Géographie

### Hydrographie
C’est dans ce gros village que la Thure se jette dans la Sambre en rive droite.

### Communes limitrophes
|                | Merbes-le-Château   | Labuissière                 |
| Erquelinnes    | Solre-sur-Sambre    | Hantes-Wihéries             |
| Jeumont France | Bersillies-l'Abbaye | Montignies-Saint-Christophe |

## Évolution démographique
- Sources : INS, Rem. : 1831 jusqu'en 1970 = recensements, 1976 = nombre d'habitants au 31 décembre.

## Histoire
Lors de la Préhistoire, une petite communauté humaine était installée sur l'éperon du Paradis vraisemblablement à la fin de l'âge du bronze. On y a retrouvé des céramiques de l'époque où la région de la Thudinie était occupée par la population des champs d'urnes. De l'âge du fer, on a retrouvé des tessons représentant un type de vase.
De l'époque romaine, les traces sont nombreuses. On note sur le territoire de Solre-sur-Sambre des substructions appartenant à un petit établissement rural le long du sentier de la Planchette, un petit cimetière du IIe siècle av. J.-C. à la Chapelle Saint-Anne et deux à trois tombes isolées sous tumulus dans le bois de Solre-sur-Sambre. Une nécropole plus importante a été fouillée de manière systématique dans le domaine de l'abbaye de la Thure. Le site du Paradis a livré 45 sépultures remontant à l'époque flavienne (69-96 apr. J.-C.). Quelques tombes datent du IIe siècle.
Solre-sur-Sambre apparaît pour la première fois dans un document en 1093. À cette époque, les terres de Solre-sur-Sambre appartenaient au seigneur de Barbençon, une puissante famille féodale. Le premier seigneur de Solre-sur-Sambre fut Nicolas II de Barbençon qui est mort en 1256 et qui créa l'abbaye de la Thure au sud du village.

L'histoire du village est fortement liée à celle de son château fort. 

## Héraldique
|  | Blasonnement : Écartelé, au premier d'azur à trois fleurs de lys d'or, à la cotice de gueules dont la partie supérieure est d'or chargée d'un dauphin pâmé d'azur, la cotice brochant sur le tout qui est de Bourbon Montpensier ; aux deux et trois burelé d'argent et d'azur de dix pièces au lion contourné de gueules brochant sur le burelé qui est Houffalize ; au quatrième gironné d'argent et de sable de dix pièces, chaque pièce de sable chargée de trois croisettes recroisettées aux pieds fichés d'or, les pieds tournés vers le cœur de l'écu qui est Enghien ; sur le tout, d'or à quatre pals de gueules à la bordure engrelée d'azur qui est Merode ; l'écu sommé d'une couronne à trois fleurons séparés par deux groupes de trois perles dont une relevée. - Arrêté royal : 11 janvier 1927 |

## Patrimoine et culture

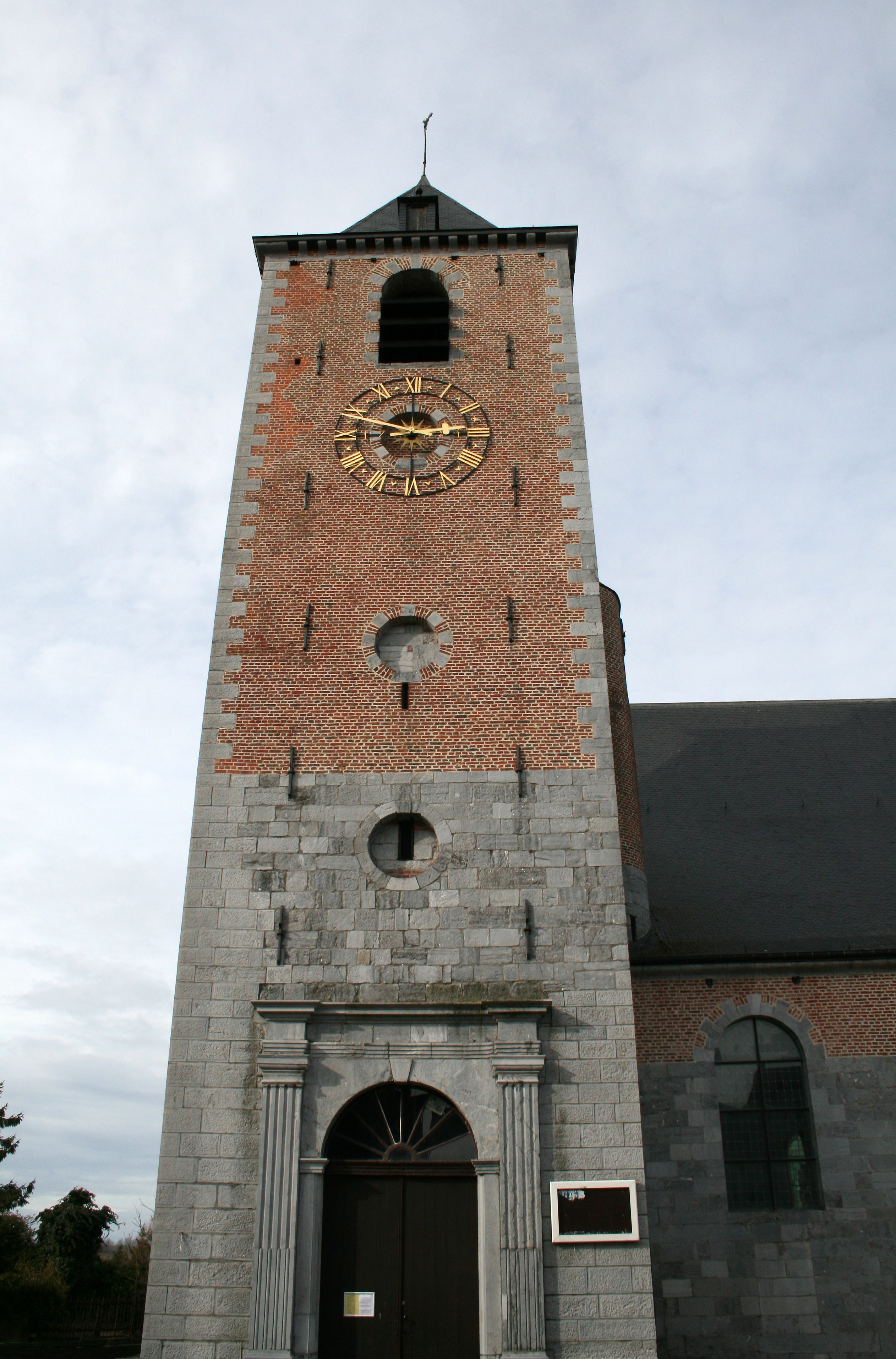
L'église Saint-Médard.

### Patrimoine architectural
- Le château fort construit vers la fin du XIIIe siècle ou au début du XVe siècle. Il s'agit d'un ancien siège d'une seigneurie tenue par les Barbençon du XIIIe siècle au moins jusqu'au début du XVe siècle[5].
- L’église Saint-Médard, de style gothique, fut construite au début du XVIe siècle et modifiée au XVIIIe siècle. Ses fonts baptismaux datent de 1434[6].
- Une belle ferme-carrée, de 1792, dont le portail est classé.
- Des vestiges de l'abbaye de la Thure : porte d'entrée et corps de logis (XVIIe siècle)[7].
- La chapelle Saint-Antoine date du XVe siècle ou au début du XVIe siècle en style gothique[8].
- Pensionnat de la Sainte-Union, vaste ensemble de bâtiments construit dans la 1er moitié du XIXe siècle[8].
- Ferme au Clocher, dominé par une tour-porche construit au tournant des XVIIIe et XIXe siècles par Charles Halbrecq[9].
- Le musée Les amis de Solre, situé au centre culturel, retrace toute l'histoire de la localité et de ses environs par l'exposition de divers objets, d'archives, d'anciennes photographies, de costumes, etc.

### Folklore
Marche Saint-Médard, le 2e dimanche du mois de juin.

## Enseignement
École communale de Solre-sur-Sambre, école Libre de la Sainte-Union.

## Galerie

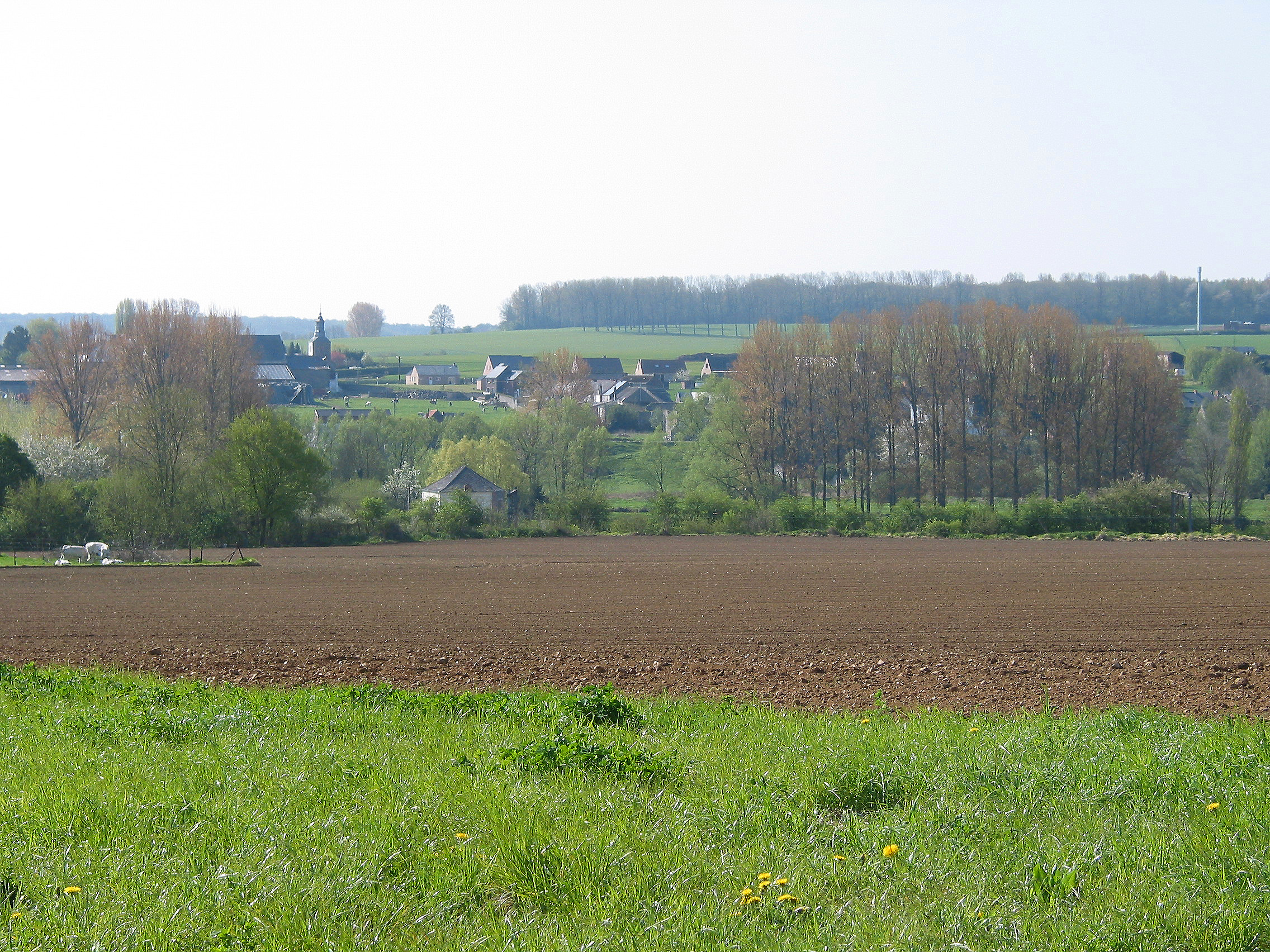
Panorama.
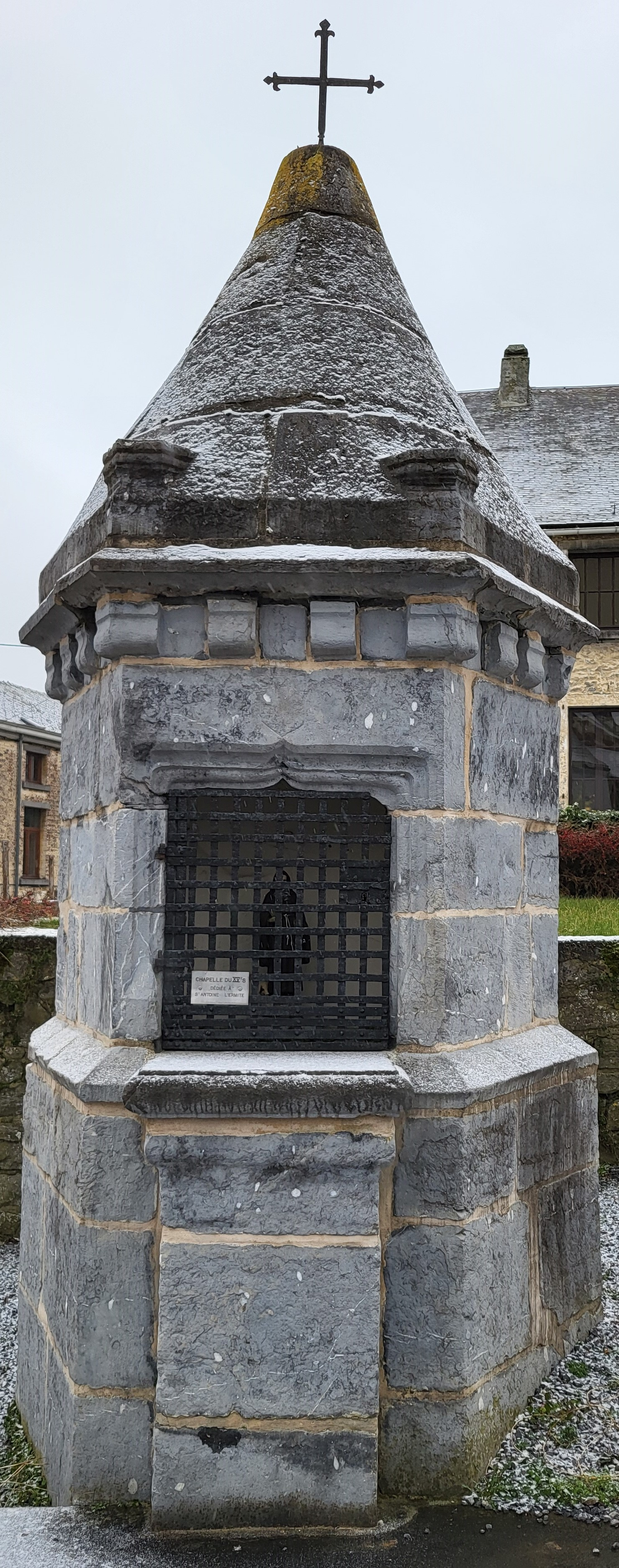
La chapelle Saint-Antoine.
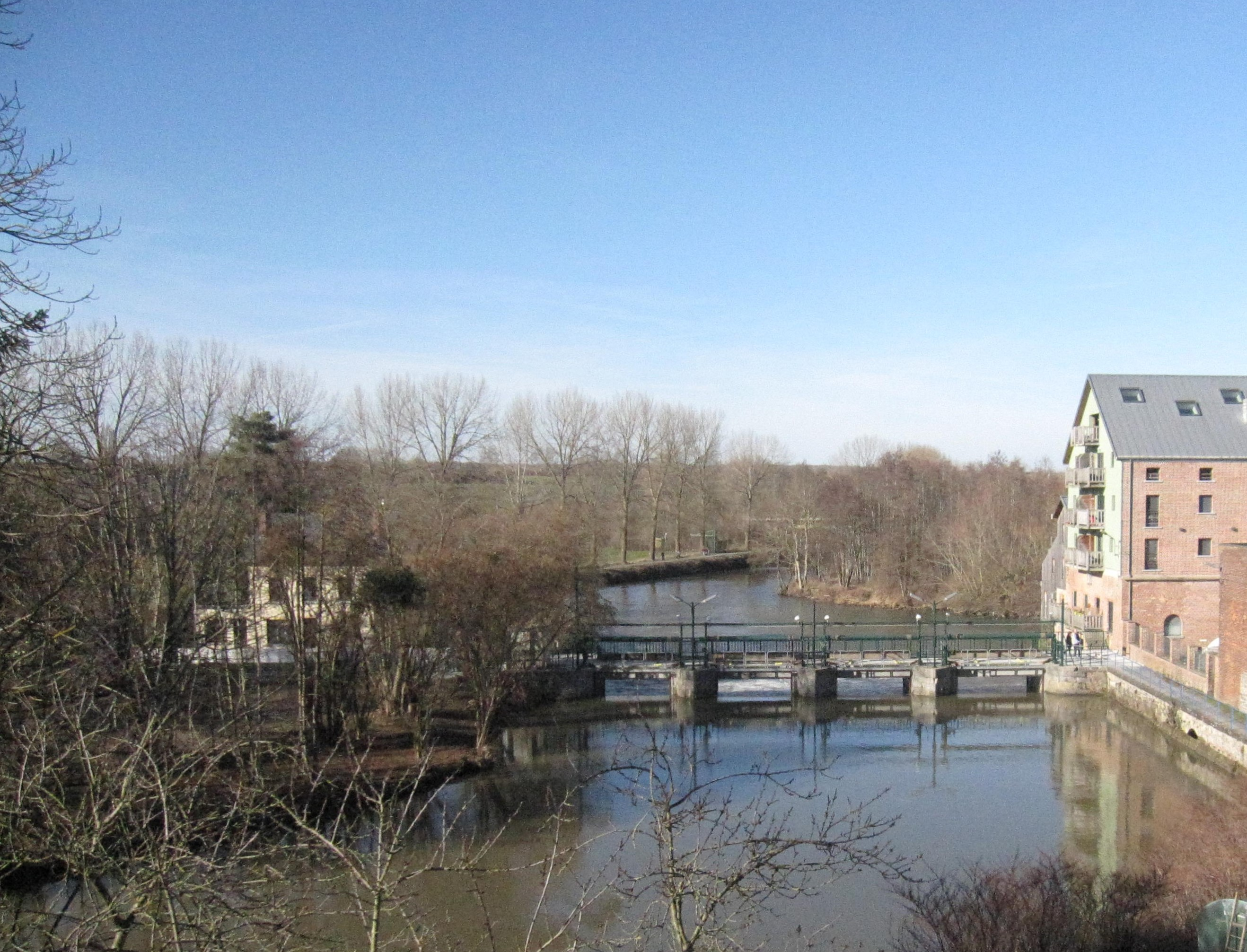
La Sambre.
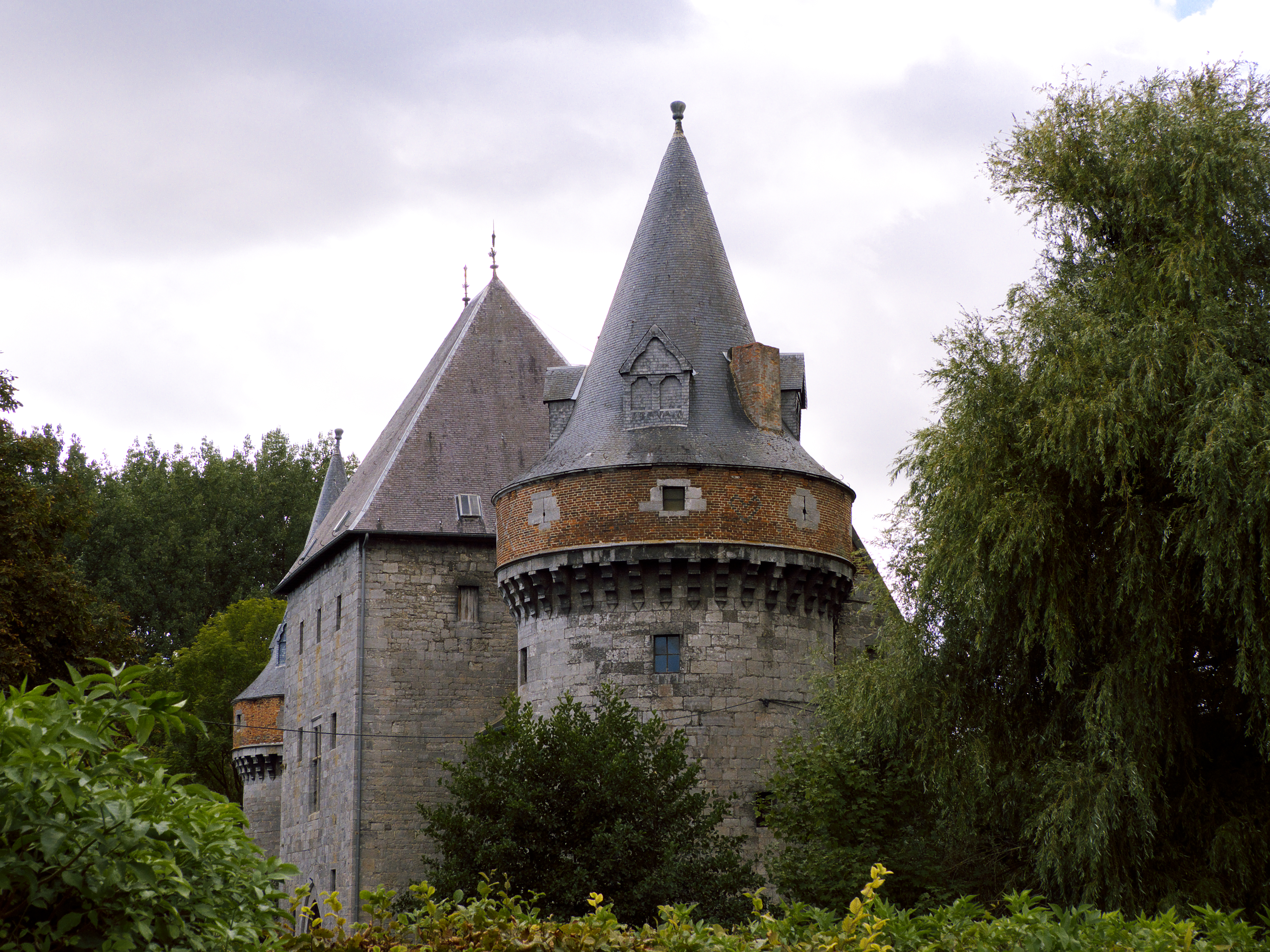
Le château, une tour d'angle.
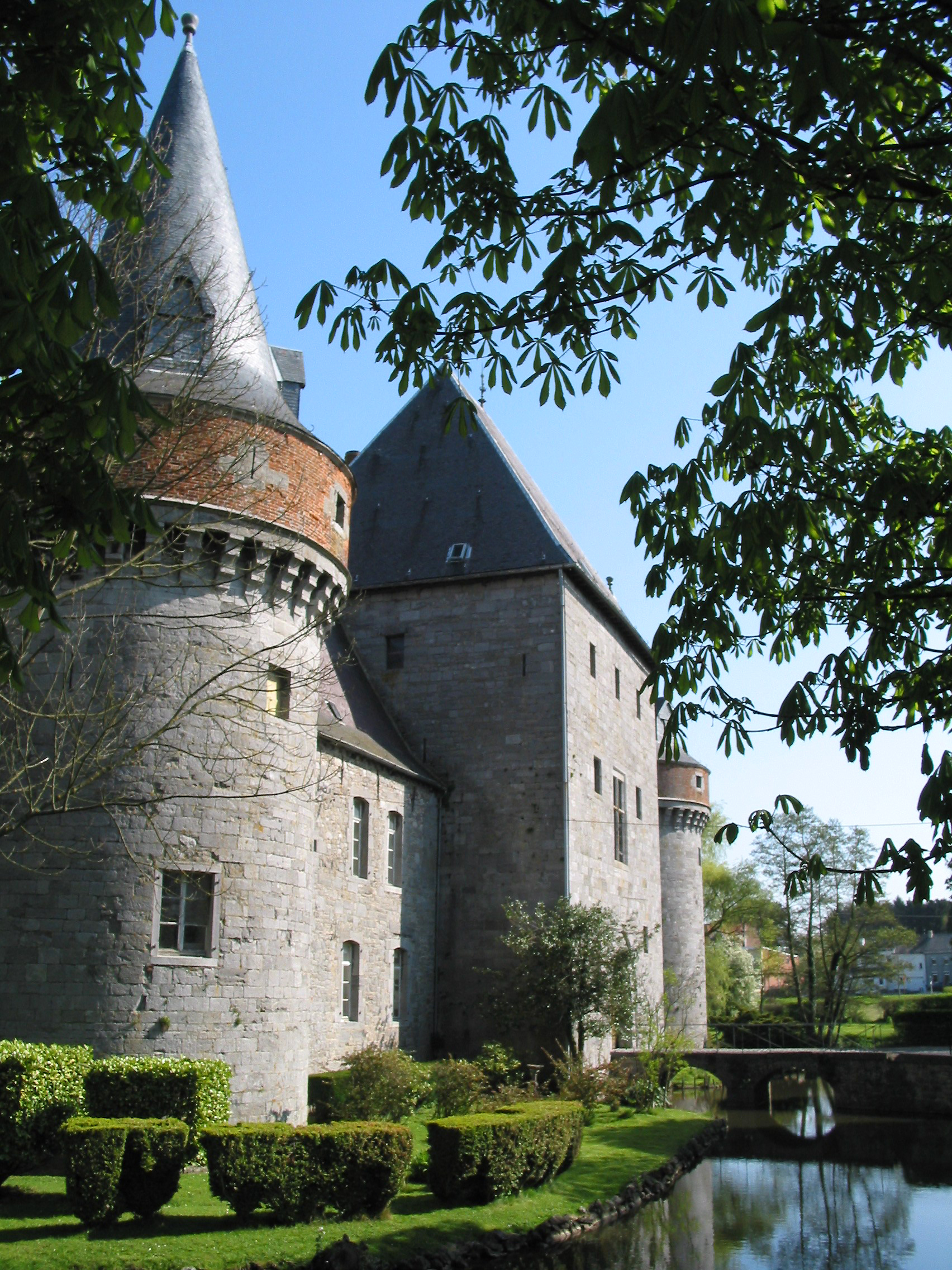
Le château.

## Sport et vie associative

### Sport
Tennis club Le Domaine, RUS Solrezienne.

### Vie associative
Patronage Saint-Jean-Bosco de Solre-sur-Sambre.